# Franco Borruto
 (avril 2020).
Franco Borruto est un professeur, auteur et gynécologue italien résidant depuis de nombreuses années à Monte Carlo, Principauté de Monaco.

## Biographie
En mai 2002, Franco Borruto a été nommé Professeur de Gynécologie et Obstétrique à l'Université de Vérone. Jusqu'à septembre 2010 il travailla à Vérone comme Directeur de l'unité de Pathologie et Endocrinologie gynécologique des adolescentes. 
Il est actuellement Membre de l'Ordre des Médecins de Monaco et il a pendant 5 ans (septembre 2010 - octobre 2015) exercé ses activités dans le Service de Gynécologie du Centre Hospitalier Princesse Grace (CHPG),.
Il est l'auteur de plus de 300 publications et 8 monographies. Il est l'Éditeur du livre "HPV et cancer cervical" (Springer, NY). Il a réalisé plus de 3600 opérations chirurgicales. Il est Membre Honoraire de la Société Espagnole d'échographie gynécologique et diagnostic prénatal ainsi que d'autres Sociétés Scientifiques Internationales et Européennes. Il est Membre de Eurogin et de la Société Internationale du Papillomavirus (IPVS). Ces dernières 10 années ont été consacrées à la promotion du vaccin anti-HPV pour les adolescentes.
En juin 2015, il a été nommé Membre Honoraire de la Fédération Brésilienne de Gynécologie et Obstétrique et, en juillet de cette même année, il a été décoré comme Chevalier des Palmes Académiques (attribué par le Premier ministre français Manuel Valls), puis en novembre 2015 la Principauté de Monaco lui a remis la décoration de Chevalier de l'ordre de Saint-Charles. En avril 2017 il a été nommé Membre Honoraire du Collège d'Obstétrique et Gynécologie de Lettonie,.
D'octobre 2015 à nos jours il occupe, au Département des Affaires Sociales et de la Santé du Gouvernement Princier, le poste de "Consultant dans le domaine de la politique de santé",.
Par décret du Ministère de l’Education nationale et de la jeunesse en date du 12 juillet 2022 le professeur Borruto a été promu Officier dans l’ordre des Palmes académiques.[réf. nécessaire]
par Ordonnance Souveraine du 17 novembre 2023 Son Altesse Sérénissime le Prince Albert II  de Monaco a élevé le Professeur Franco Borruto au grade d'officier de l'ordre de Saint-Charles.

## Travail de recherche
Le Professeur Franco Borruto est un pionnier dans le domaine de la discipline gynécologique: il a publié (avec la contribution du Professeur Ian Donald, inventeur de l’échographie obstétricale): "Fetal Ultrasonography : The Secret Prenatal Life" Fetal Ultrasonography (coll. Hansmann, Wladimoroff) Wiley 1982,) premier ouvrage sur les possibilités offertes par les ultrasons pour le diagnostic prénatal des malformations fœtales.En tant, que premier collaborateur du Professeur Vecchietti, le Professeur Franco Borruto a diffusé dans le monde la technique de vaginoplastie d’après Vecchietti dans le syndrome de Rokitansky.(A new laparoscopic procedure for creation of a neovagina in Mayer-Rokitansky-Küster-Hauser syndrome (coll. L. Fedele, S. Bianchi, L. Tozzi, M. Vignali). Fertil Steril, Vol. LXVI, no 5, pag. 854, 1996.